# Georges Verdou
Georges Verdou, né le 18 novembre 1888 à Cabrerets et mort 21 mars 1960 dans le 5e arrondissement de Paris, est un peintre pointilliste français. Il a principalement peint des paysages du Quercy où il passait ses vacances chaque année. 

## Biographie
Louis Marcel Georges Verdou est né le 18 novembre 1888 dans le Lot, à Cabrerets, petit village près de Cahors, du mariage d'Étienne Verdou, commis de la culture de tabac, et de Marie Delvit, son épouse. Il grandit à Cahors où il fréquente le lycée Gambetta. En sortant du lycée, il est engagé comme employé des PTT où il rencontre Madeleine Cathala qu'il épouse. Ils s'établissent à Paris dans le 5e arrondissement, au 62, rue Monge.
C'est à la suite d'une rencontre avec Henri Martin à Saint-Cirq-Lapopie qu'il adopte le pointillisme. Il expose notamment ses tableaux à Paris au Salon des indépendants, de 1919 à 1959, ou dans le salon de la Société nationale des beaux-arts entre 1949 et 1958, et au Salon des terres latines de 1955 à 1960.
Il meurt le 21 mars 1960 à l'âge de 71 ans, à Paris. Sans descendant, il a légué la plus grande partie de ces œuvres au musée de Cahors. 

## Œuvres

### Peintures
- En Dordogne, les champs du soleil, huile sur toile, exposé en 1926 au Salon des indépendants[7]
- La Rivière morte, huile sur toile, exposé en 1926 au Salon des indépendants[7]
- Matin en Dordogne, huile sur toile, exposé en 1937 au Salon des indépendants[8]
- Rocamadour, huile sur toile, exposé en 1937 au Salon des indépendants[8]
- Vieux Chemin en Quercy, huile sur toile, exposé en 1938 au Salon des indépendants[9]
- En Corrèze, huile sur toile, exposé en 1938 au Salon des indépendants[9]
- Le Ruisseau des légendes, en Quercy, huile sur toile, exposé en 1941 au Salon des indépendants[10]
- Les Peupliers dans la vallée, en Quercy, huile sur toile, exposé en 1941 au Salon des indépendants[10]
- Saint-Cirq-la-Popie (en Quercy), huile sur toile, exposé en 1943 au Salon des indépendants[11]
- Soleil dans la clairière, huile sur toile, exposé en 1943 au Salon des indépendants[11]
- La Mare aux fées, huile sur toile, exposé en 1954 au Salon des indépendants
- Soir d'été sur la Dordogne, huile sur toile
- Géranium rouge, huile sur toile
- Bords de l'Ouysse, huile sur toile